# O Grande Ditador
The Great Dictator (prt/bra: O Grande Ditador) é um filme estadunidense de 1940, do gênero comédia dramática e sátira crítica, escrito, protagonizado e dirigido por Charles Chaplin.
Foi lançado em 15 de outubro de 1940 e satiriza o nazismo, o fascismo e seus maiores propagadores, Adolf Hitler e Benito Mussolini. Foi também o primeiro filme falado de Chaplin. Na ocasião de seu lançamento, os Estados Unidos ainda não tinham entrado na Segunda Guerra Mundial.
O filme recebeu cinco indicações ao Óscar em 1941 nas categorias de melhor filme, melhor ator para Charlie Chaplin, melhor roteiro original, melhor trilha sonora e melhor ator coadjuvante para Jack Oakie.

## Enredo

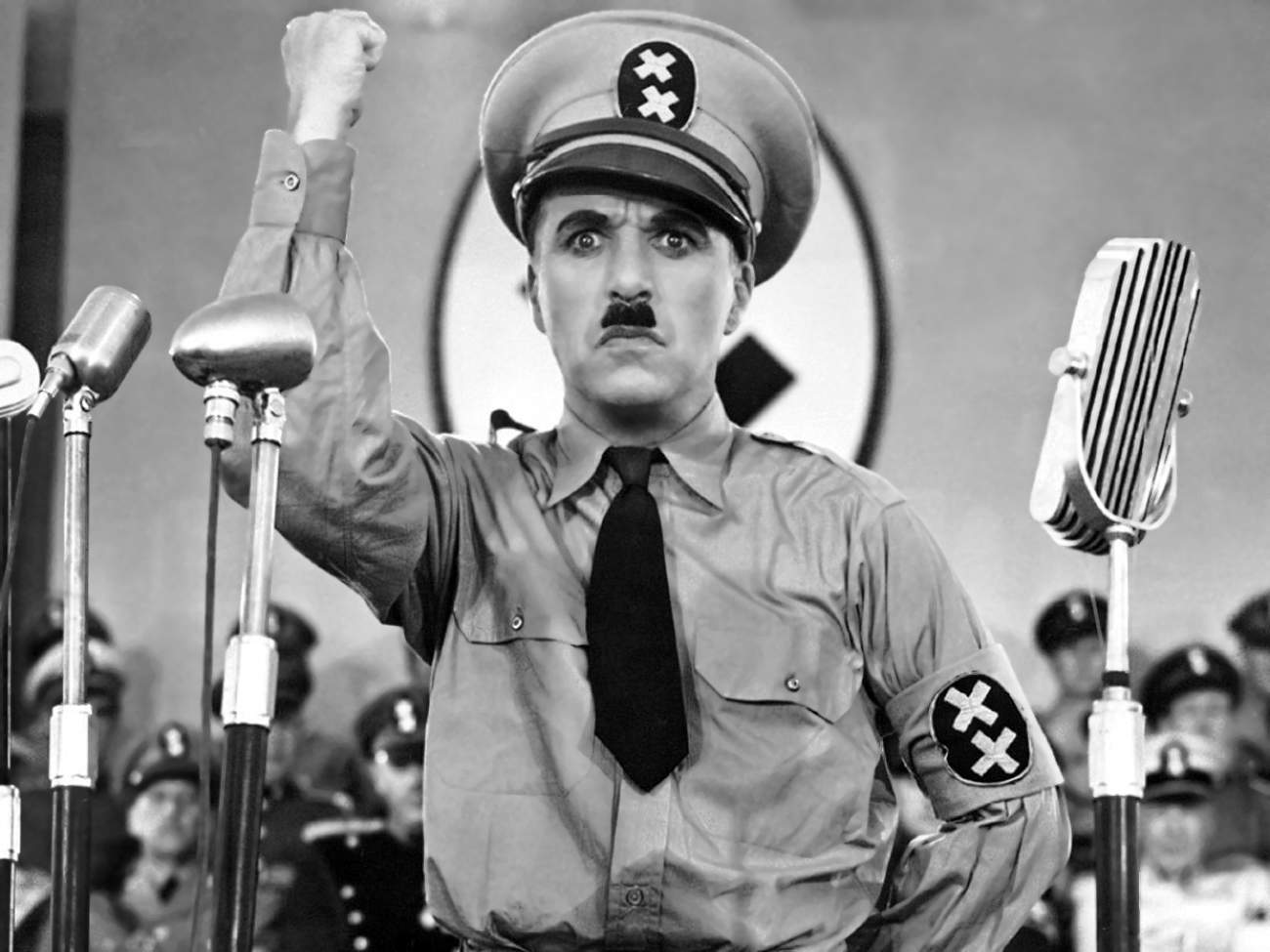
Chaplin imitando o estilo de oratória de Hitler

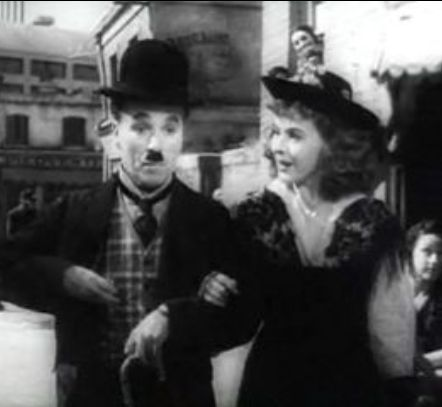
O barbeiro judeu e Hannah no filme

O filme começa durante a Primeira Guerra Mundial. Chaplin é um cadete do exército da nação fictícia da Tomânia e tenta salvar um soldado chamado Schultz (Reginald Gardiner). O personagem de Chaplin perde a memória assim que o avião dos dois colide com uma árvore. Schultz escapa das ferragens, e Chaplin passa seus próximos vinte anos no hospital, enquanto muitas mudanças acontecem em Tomânia: Adenoid Hynkel (também interpretado por Chaplin), agora o grande ditador da Tomânia, perseguia judeus com a ajuda dos ministros Garbitsch (Henry Daniell) e Herring (Billy Gilbert).

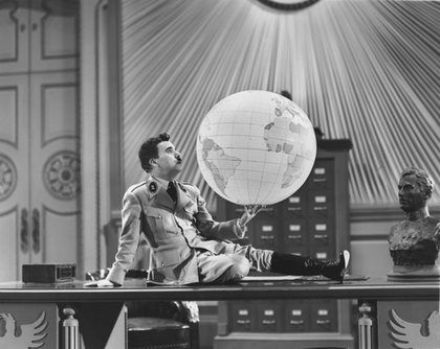
Cena clássica em que Charlie brinca com o Globo

Curado, mas ainda com amnésia, Chaplin retorna à sua barbearia no gueto judeu, ainda sem saber da situação política da Tomânia. O barbeiro fica chocado quando tropas de choque quebram a janela de sua loja. Encontra, depois, um amor, Hannah, uma linda moradora do gueto.
Enquanto isso, Schultz, que recebeu várias promoções nesses vinte anos, reconhece o barbeiro e dá ordens às tropas de deixá-lo em paz. Hynkel tenta diminuir a repressão aos judeus quando tem oportunidade de obter empréstimo com um banqueiro judeu. Obcecado com o poder, Hynkel aspira à dominação mundial. Numa cena clássica Hynkel brinca com um globo inflável, para acidentalmente estourá-lo no final. Eventualmente, o empresário judeu recusa o acordo, e Hynkel reinstaura a perseguição aos judeus.
Schultz é contra a invasão ao gueto que Hynkel está planejando. O ditador manda o general para um campo de concentração. Schultz foge para o gueto e começa a planejar junto com os outros moradores do lugar uma forma de tirar Adenoide Hynkel do poder. No fim, ambos (Schultz e seu amigo barbeiro) são presos.

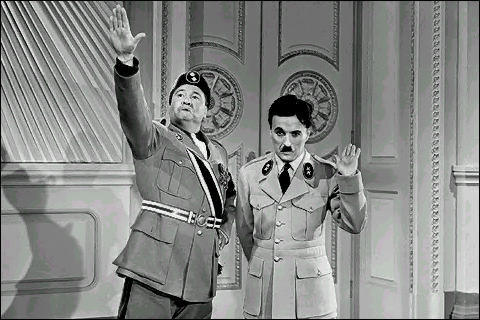
Napaloni e Hynkel

Hynkel disputa com Benzino Napaloni (Jack Oakie), ditador de Bactéria, a primazia na invasão de Osterlich, que é o primeiro passo para o ditador interpretado por Chaplin conquistar o mundo. Napaloni visita Hynkel em Tomânia para ambos discutirem um tratado para que nenhum dos países invada Osterlich, uma vez que Napaloni posicionara suas tropas na fronteira com aquele país. Depois de diversas tentativas dos dois ditadores mostrarem sua superioridade, eles culminam em uma divertida discussão sobre um tratado de paz (que inclui guerra de comida) entre os dois líderes. Uma vez assinado o tratado e com Napaloni fora do caminho, Hynkel inicia a invasão. Hannah, que tinha fugido para Osterlich com os moradores da pensão onde vivia no gueto em Tomânia, mais uma vez se encontra encurralada pelo regime de Hynkel.
Schultz e o barbeiro escapam do campo de concentração usando uniformes de soldados. Guardas confundem o barbeiro com o ditador Hynkel (com quem ele se parece muito). Ao mesmo tempo, Hynkel é preso pelos seus próprios soldados que acreditam que se trata do barbeiro fugindo do campo de concentração.
O barbeiro, que havia assumido a identidade de Hynkel para não ser preso, é levado para a capital da Tomânia para um discurso de vitória. Tal discurso é o total oposto das ideias antissemitas de Hynkel, expondo as ideias democráticas há muito na cabeça do barbeiro.
Hannah ouve a voz do barbeiro no rádio, e fica surpresa quando ele se dirige a ela:
| “ | Hannah, está me ouvindo? Onde quer que esteja, olhe para cima! Olhe para cima, Hannah! As nuvens estão subindo, o Sol está abrindo caminho! Estamos fora das trevas, indo em direção à luz! Estamos indo para um novo mundo; um mundo mais feliz, onde os homens vencerão a ganância, o ódio e a brutalidade. Olhe, Hannah! | ” |

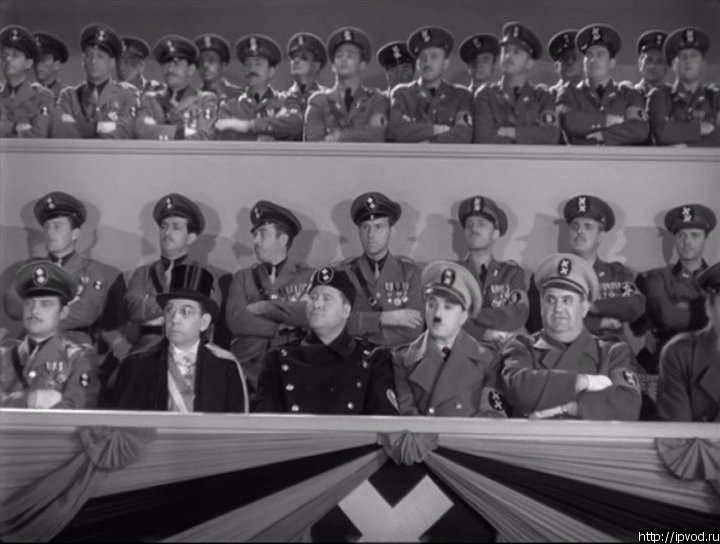
Desfile militar

O filme termina com Hannah olhando para cima, com um sorriso no rosto.

## Elementos

### Adenóide Hynkel
Adenóide Hynkel é uma paródia escrachada de Adolf Hitler, interpretada pelo próprio Chaplin Governa a Tomânia como um ditador. É líder do partido Dupla-Cruz, uma referência à suástica nazista, defendendo a causa militar e do antissemitismo.

### Benzino Napaloni
Benzino Napaloni é uma paródia de Benito Mussolini, interpretada por Jack Oakie. É o ditador da Bactéria. O nome de Napaloni é também uma vaga referência a Napoleão Bonaparte.

### Osterlich
Trata-se de uma paródia à Áustria do período da Segunda Guerra Mundial, que é anexada à Alemanha no Anschluss. O nome da Áustria, em alemão, é Österreich, gerando uma referência direta. Também poderia ser um nome baseado na batalha de Austerlitz, uma vitória de Napoleão. Então Osterlich, o país vizinho da Tomânia, é anexado.
Osterlich é retratado na obra como uma nação pacífica, que acolhe os judeus refugiados do regime nazista da vizinha Tomânia. Porém é um país frágil, assediado tanto pela Tomânia como pela outra potência militar da história, Bactéria.

### Tomânia
É caricatura da Alemanha nazista. O nome é um trocadilho com o nome da Germânia, denominação que os romanos davam para a região habitada pelos povos que formariam a atual Alemanha.
No filme, Tomânia fora derrotada na Primeira Guerra Mundial, e durante os anos seguintes se reergueria internamente como uma nova potência industrial e militar. No momento retratado no filme, Tomânia era governada pelo ditador Hinkel; e Garbitsch era uma sátira de Joseph Goebbels, político alemão, ministro da propaganda nazista e criador da solução final. Herring representava o marechal Hermann Goring, ministro da aviação da Alemanha. O objetivo de Adenoid Hynkel, durante o governo da Tomânia, era tornar o país numa população exclusivamente ariana.

### Bactéria
Trata-se de uma sátira à Itália fascista do período da Segunda Guerra Mundial.
No filme, Bactéria é governada pelo ditador Benzino Napaloni (uma espalhafatosa e bem-humorada paródia de Benito Mussolini), e encontra-se como uma das maiores potências militares da Europa, rivalizando com Tomânia. Benzino diz que a capital de Bactéria é chamada Aroma.

## Citações

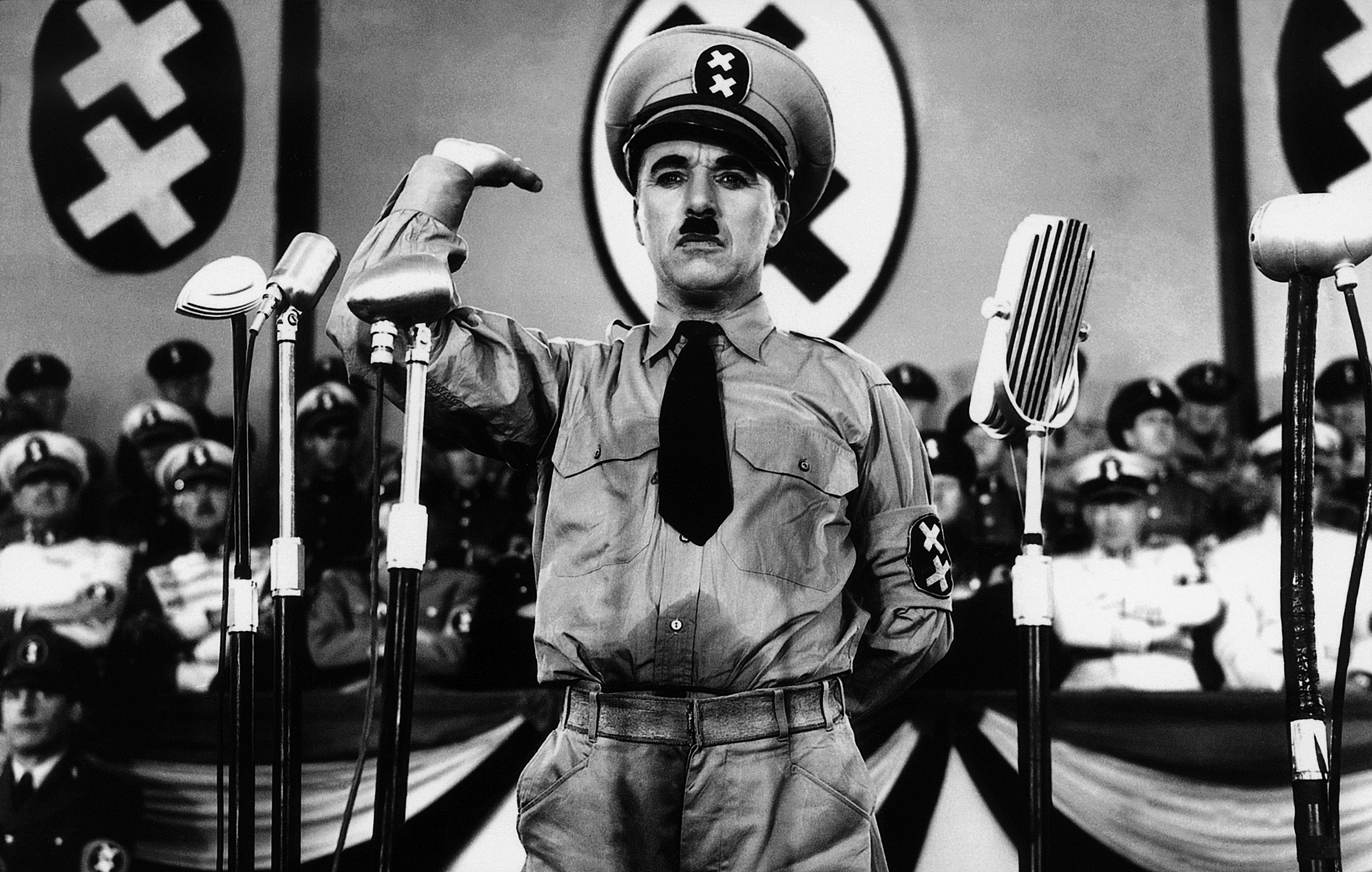
Cena do filme com Adenóide Hynkel

Adenóide Hynkel e Benzino Napaloni são paródias a Adolf Hitler e Benito Mussolini, respectivamente. A terra de Osterlich referência a Áustria, cujo nome em alemão é Österreich. Paulette Goddard, que faz a personagem Hannah, era esposa de Chaplin. No momento em que o barbeiro judeu faz a barba do careca e faz toda aquela coreografia toca a 5.ª dança húngara de Brahms.

## Elenco

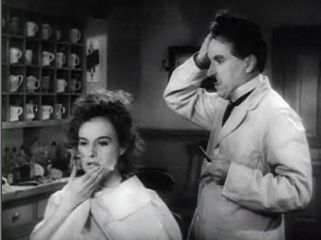
Paulette Goddard e Charles Chaplin no trailer de O Grande Ditador.

- Charles Chaplin -  Adenoid Hynkel / Barbeiro judeu
- Paulette Goddard - Hannah
- Jack Oakie - Benzino Napaloni
- Reginald Gardiner - Comandante Schultz
- Henry Daniell - Garbitsch
- Billy Gilbert - Marechal Herring
- Grace Hayle - Madame Napaloni
- Carter DeHaven - Spook (embaixador bacteriano)
- Maurice Moscovitch - Sr. Jaeckel
- Emma Dunn - Sra. Jaeckel
- Bernard Gorcey - Sr. Mann
- Paul Weigel - Sr. Agar

## Recepção
O Grande Ditador tornou-se um filme sucesso de público e crítica, rendendo a Chaplin um lucro de 1,5 milhão de dólares após seu investimento próprio de 2 milhões segundo dados da United Artists Internacionalmente o filme rendeu mais de 5 milhões de dólares.
O filme está na lista das melhores comédias estadunidenses segundo o American Film Institute na posição número 37. Também foi qualificado no site Rotten Tomatoes com 92% baseado em 37 avaliações, sendo 3 negativas.
Em 1997 a Biblioteca do Congresso dos Estados Unidos selecionou o filme para ser preservado no National Film Registry por ser "significativo culturalmente, historicamente ou esteticamente".

## Controvérsias
O filme foi censurado em vários países latino-americanos onde havia movimentos de simpatizantes nazistas. No Brasil o filme foi censurado durante o governo de Getúlio Vargas.
Chegou a ser banido em alguns locais no Estados Unidos pelos defensores do afastamento da guerra que acontecia na Europa, mas o ataque a Pearl Harbor levou o país para a guerra no ano seguinte.
O discurso ao final do filme foi mais tarde usado para acusar Chaplin de comunista segundo alegações de J. Edgar Hoover. Isso levou ao seu impedimento de retornar aos Estados Unidos, o que não foi questionado por Chaplin que se estabeleceu na Suíça.

## Legado
A famosa cena em que Adenóide Hynkel dança com o globo terrestre (por volta de 54 minutos de filme) foi usada na abertura da telenovela O Dono do Mundo, de Gilberto Braga, em 1991. A música ouvida na cena em que Hynkel dança com o globo é da ópera Lohengrin, de Richard Wagner.
O Grande Ditador influenciou inúmeros diretores, como Stanley Kubrick, Mel Brooks, Wes Anderson e Chuck Jones e inspirou filmes como O Ditador (2012), A Entrevista (2014) e Jojo Rabbit (2019).
A comédia Idiocracia de 2006 presta uma pequena homenagem a O Grande Ditador, quando os personagens principais montam uma atração com tema de viagem no tempo escrito erroneamente "The Time Masheen" apresentando representações ridiculamente imprecisas da história, incluindo uma com "Charlie Chaplin e seu regime nazista maligno".
Hynkel é mencionado em The League of Extraordinary Gentlemen, Volume III: Century (2012), de Alan Moore, mais significativamente, em um dos contos em prosa ambientados em 1964.  A graphic novel derivada Nemo: The Roses of Berlin (2014) retrata o regime de Hynkel e menciona um comediante americano chamado "Addie Hitler" que zomba dele.
A HQ de Sean McArdle e Jon Judy, indicada ao Eisner Award, The Führer and the Tramp, se passa durante a produção de The Great Dictator.
O álbum de 2000 "Wat" do projeto musical esloveno Laibach apresenta a faixa "Tanz mit Laibach" ("Dance with Laibach") que menciona Adenoid Hynkel (em alemão: Ado Hynkel), Benzino Napoloni e uma dica direta sobre Hitler ("Schiekelgrüber", o nome ligeiramente alterado de sua avó Maria Anna Schicklgruber) na letra.
No episódio "El encuentro del siglo" do programa de TV de super-heróis El Chapulín Colorado, o personagem principal (interpretado por Chespirito) luta contra Adolf Hitler (também interpretado por Chespirito) de uma maneira inspirada em "O Grande Ditador".